# Chintalavalasa
Chintalavalasa là một thị trấn thống kê (census town) của quận Vizianagaram thuộc bang Andhra Pradesh, Ấn Độ.

## Nhân khẩu
Theo điều tra dân số năm 2001 của Ấn Độ, Chintalavalasa có dân số 6421 người. Phái nam chiếm 52% tổng số dân và phái nữ chiếm 48%. Chintalavalasa có tỷ lệ 67% biết đọc biết viết, cao hơn tỷ lệ trung bình toàn quốc là 59,5%: tỷ lệ cho phái nam là 72%, và tỷ lệ cho phái nữ là 61%. Tại Chintalavalasa, 12% dân số nhỏ hơn 6 tuổi.